# Georges-Jean II de Palatinat-Lützelstein
Georges Jean II de Palatinat (en allemand : Johann Georg II.) (24 juin 1586 – 29 septembre 1654) est le co-duc de Veldenz de 1592 jusqu'en 1598 et duc de Guttenberg de 1598 jusqu'en 1611, et duc de Lützelstein-Guttenberg de 1611 jusqu'en 1654.

## Biographie
Georges-Jean II, né en 1586, est le plus jeune fils de Georges-Jean de Palatinat-Veldenz. Son père est mort en 1592, et Georges Jean et ses frères lui succèdent sous la régence de sa mère Anne Marie de Suède. En 1598, les frères partagent les territoires; Georges Jean II reçoit la moitié de Guttenberg. En 1601, il reçoit l'autre moitié de Guttenberg, quand son frère, Louis-Philippe meurt. En 1611, il hérite du comté de Lützelstein à la suite de la mort de son frère Jean-Auguste. Georges Jean est mort en 1654.

## Mariage
Il épouse Suzanne de Palatinat-Soulzbach (6 juin 1591 – 21 février 1661), fille du comte Othon des Deux-Ponts, le 6 juin 1613 et ont les enfants suivants:
1. Georges Othon (25 septembre 1614 – 30 août 1635)
2. Anne Marie (20 juin 1616 – 13 septembre 1616)
3. Jean Frédéric (5 septembre 1617 – 21 février 1618)
4. Philippe Louis (4 octobre 1619 – 19 mars 1620)